# Qualificazioni al campionato delle nazioni africane 2014
Questa voce raccoglie un approfondimento sui risultati degli incontri di qualificazione alla fase finale della Campionato delle Nazioni Africane 2014.

## Formato, regolamento e sorteggio
La competizione vede partecipare 38 nazionali, incluso il Sudafrica, che è automaticamente qualificato in quanto organizzatore dell'evento.
Le 37 squadre sono state divise in base alla zona geografica: Zona Settentrionale, Zona Est A, Zona Est B, Zona Centrale, Zona Centro-Orientale e Zona Meridionale. Qui di seguito è riportato il numero di squadre e il numero di posti disponibili per la fase finale in ciascuna zona.
| Zona                  | Numero di squadre partecipanti | Numero di posti disponibili per la fase finale |
| --------------------- | ------------------------------ | ---------------------------------------------- |
| Zona Settentrionale   | 4                              | 2                                              |
| Zona Est A            | 6                              | 2                                              |
| Zona Est B            | 7                              | 3                                              |
| Zona Centrale         | 5                              | 3                                              |
| Zona Centro-Orientale | 8                              | 3                                              |
| Zona Meridionale      | 7 (incluso il Sudafrica)       | 3 (incluso il Sudafrica)                       |
| Totale                | 38                             | 16                                             |

## Zona Nord

### Tabella riassuntiva
| Squadra 1 | Totale | Squadra 2 | Andata | Ritorno |
| --------- | ------ | --------- | ------ | ------- |
| Algeria   | ritiro | Libia     | -      | -       |
| Tunisia   | 0 - 1  | Marocco   | 0 - 1  | 0 - 0   |

## Zona Est A

### Turno preliminare
| Squadra 1 | Totale      | Squadra 2    | Andata | Ritorno |
| --------- | ----------- | ------------ | ------ | ------- |
| Liberia   | 1 - 3       | Mauritania   | 0 - 1  | 1 - 2   |
| Guinea    | 1 - 1 (gfc) | Sierra Leone | 0 - 0  | 1 - 1   |

### Primo turno
| Squadra 1 | Totale | Squadra 2  | Andata | Ritorno |
| --------- | ------ | ---------- | ------ | ------- |
| Senegal   | 1 - 2  | Mauritania | 1 - 0  | 0 - 2   |
| Mali      | 3 - 2  | Guinea     | 3 - 1  | 0 - 1   |

## Zona Est B

### Turno preliminare
| Squadra 1    | Totale | Squadra 2 | Andata | Ritorno |
| ------------ | ------ | --------- | ------ | ------- |
| Burkina Faso | 3 - 1  | Togo      | 2 - 1  | 1 - 0   |

### Primo turno
| Squadra 1    | Totale          | Squadra 2      | Andata | Ritorno     |
| ------------ | --------------- | -------------- | ------ | ----------- |
| Benin        | ritiro          | Ghana          | -      | -           |
| Nigeria      | 4 - 3           | Costa d'Avorio | 4 - 1  | 0 - 2       |
| Burkina Faso | 1 - 1 (6-5 dcr) | Niger          | 1 - 0  | 0 - 1 (dts) |

## Zona Centrale

### Turno preliminare
| Squadra 1          | Totale     | Squadra 2      | Andata | Ritorno |
| ------------------ | ---------- | -------------- | ------ | ------- |
| Rep. Centrafricana | a tavolino | Rep. del Congo | -      | -       |

### Primo turno
| Squadra 1    | Totale          | Squadra 2      | Andata | Ritorno     |
| ------------ | --------------- | -------------- | ------ | ----------- |
| Camerun      | 1 - 1 (4-5 dcr) | Gabon          | 1 - 0  | 0 - 1 (dts) |
| RD del Congo | 2 - 2 (gfc)     | Rep. del Congo | 2 - 1  | 0 - 1       |

### Secondo turno
| Squadra 1 | Totale | Squadra 2    | Andata | Ritorno |
| --------- | ------ | ------------ | ------ | ------- |
| Camerun   | 1 - 2  | RD del Congo | 0 - 1  | 1 - 1   |

## Zona Centro-Orientale

### Turno preliminare
| Squadra 1 | Totale | Squadra 2 | Andata | Ritorno |
| --------- | ------ | --------- | ------ | ------- |
| Burundi   | 1 - 0  | Kenya     | 1 - 0  | 0 - 0   |
| Eritrea   | ritiro | Etiopia   | -      | -       |

### Primo turno
| Squadra 1 | Totale          | Squadra 2 | Andata | Ritorno     |
| --------- | --------------- | --------- | ------ | ----------- |
| Burundi   | 2 - 2 (4-3 dcr) | Sudan     | 1 - 1  | 1 - 1 (dts) |
| Etiopia   | 1 - 1 (6-5 dcr) | Ruanda    | 1 - 0  | 0 - 1 (dts) |
| Tanzania  | 1 - 4           | Uganda    | 0 - 1  | 1 - 3       |

## Zona Meridionale

### Turno preliminare
| Squadra 1 | Totale | Squadra 2  | Andata | Ritorno |
| --------- | ------ | ---------- | ------ | ------- |
| Mauritius | 2 - 0  | Comore     | 2 - 0  | 0 - 0   |
| Mozambico | 6 - 1  | Seychelles | 4 - 0  | 2 - 1   |

### Primo turno
| Squadra 1 | Totale          | Squadra 2 | Andata | Ritorno     |
| --------- | --------------- | --------- | ------ | ----------- |
| Mauritius | 1 - 4           | Zimbabwe  | 0 - 3  | 1 - 1       |
| Botswana  | 1 - 3           | Zambia    | 1 - 1  | 0 - 2       |
| eSwatini  | 0 - 2           | Angola    | 0 - 1  | 0 - 1       |
| Mozambico | 3 - 3 (5-4 dcr) | Namibia   | 3 - 0  | 0 - 3 (dts) |

### Terzo turno
| Squadra 1 | Totale      | Squadra 2 | Andata | Ritorno |
| --------- | ----------- | --------- | ------ | ------- |
| Zimbabwe  | 1 - 0       | Zambia    | 0 - 0  | 1 - 0   |
| Mozambico | 1 - 1 (gfc) | Angola    | 0 - 0  | 1 - 1   |

## Squadre qualificate
| Zona             | Squadra                           |
| ---------------- | --------------------------------- |
| Nord             | Libia Marocco                     |
| Est A            | Mauritania Mali                   |
| Est B            | Ghana Nigeria Burkina Faso        |
| Centrale         | Rep. del Congo Gabon RD del Congo |
| Centro-orientale | Burundi Etiopia Uganda            |
| Meridionale      | Sudafrica Zimbabwe Mozambico      |